# Proechimys oconnelli
Espèce
Statut de conservation UICN

 DD  : Données insuffisantes
Proechimys oconnelli est une espèce de mammifères rongeurs de la famille des Echimyidae qui regroupe des rats épineux originaires d'Amérique latine.